# Відмінювання в чеській мові
Чеська мова є однією зі слов'янських мов. У чеській мові існує сім відмінків.
Від української системи відмінків чеська відрізняється лиш тим, що за граматичною традицією орудний відмінок йде за місцевим, а кличний — за знахідним.

## Відмінкові форми
| Назва відмінку        | Латинська назва | Українська назва | Відмінкове питання |
| --------------------- | --------------- | ---------------- | ------------------ |
| první pád             | Номінатив       | Називний         | kdo? co?           |
| druhý pád             | Ґенетив         | Родовий          | koho? čeho?        |
| třetí pád             | Датив           | Давальний        | komu? čemu?        |
| čtvrtý pád (akuzativ) | Аккузатив       | Знахідний        | koho? co?          |
| pátý pád              | Вокатив         | Кличний          | немає питання      |
| šestý pád             | Локал           | Місцевий         | kom? čem?          |
| sedmý pád             | Інструментал    | Орудний          | kým? čím?          |